# رنه شاریه
رنه شاریه (فرانسوی: René Charrier‎؛ زادهٔ ۲۳ نوامبر ۱۹۵۱) بازیکن فوتبال اهل فرانسه بود.
از باشگاه‌هایی که در آن بازی کرده‌است می‌توان به باشگاه فوتبال سدان و باشگاه فوتبال المپیک مارسی اشاره کرد.
وی همچنین در تیم ملی فوتبال فرانسه بازی کرده‌است.